# 呈祥乡
呈祥乡，是中华人民共和国福建省泉州市永春县下辖的一个乡镇级行政单位。其境内有永春海报最高的山峰雪山。也拥有雪山风雅颂，东溪大峡谷等景点。

## 行政区划
呈祥乡下辖以下地区：
西村、东溪村和呈祥村。